# Firma Fantasiflytt
Firma Fantasiflytt (originaltitel Imagination Movers) är ett barnprogram för små barn med den amerikanska musikgruppen Imagination Movers. Programmet innehåller mycket musik och dans och fantasifull problemlösning. En av seriens målsättningar är (enligt skaparen Scott Durbin) att ge små barn positiva manliga förebilder. Medlemmarna i gruppen heter Rich Collins, Scott Durbin, Dave Poche och Scott 'Smitty' Smith, de kompletteras i programmet av grannarna Nina och "farbror Stickan" samt "lagermusen" som bor i ett hål i väggen på Idévaruhuset, vilket är den fiktiva plats där programmets handling utspelar sig.